# Sein
Pour les articles homonymes, voir sein (homonymie) et Poitrine.
Les seins (du latin sinus, « courbure, sinuosité, pli ») sont les mamelles des humains, plus spécifiquement des femmes. Le terme est rarement utilisé chez l'homme, chez qui ils sont atrophiés, sauf dans le cas d'un développement anormal appelé gynécomastie.
Cet organe pair contient une glande mammaire qui sécrète du lait et permet l’allaitement des nouveau-nés et nourrissons.

## Étymologie
Le substantif masculin,,, « sein » (prononcé [sɛ̃] en français standard) est issu du latin sinus, substantif masculin signifiant proprement « pli concave ou en demi-cercle », d'où « courbure, pli », qui désignait notamment le « pli semi-circulaire que forme la toge lorsqu'elle est remontée sur l'épaule » ; ce pli de toge ou de robe étant celui dans lequel les femmes portaient leur enfant, sinus a acquis le sens figuré de « sein, poitrine ». Mais on employait plutôt celui de mamma, « sein », et mamilla, « petit sein », d'où le mot en français : « mamelle ». Aussi, mammicula désignait une « petite mamelle ». Le mot « mammifère » a la même origine.
Le terme poitrine désigne les deux seins.

## Chez la femme

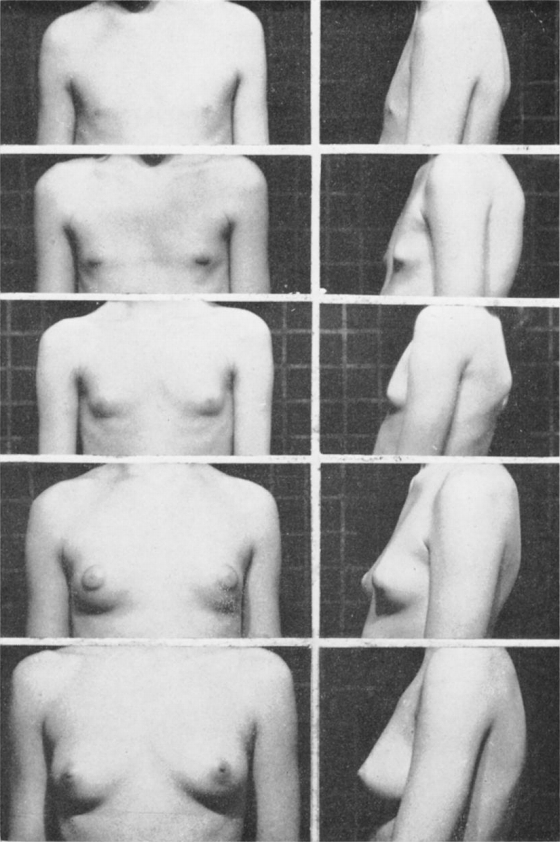
Développement mammaire selon l'échelle de Tanner.

Les seins contiennent les glandes lactogènes (ou glandes mammaires) qui deviennent actives en période d'allaitement et produisent le lait maternel dont se nourrit le bébé pendant les premiers mois de sa vie. Durant la période de lactation, le lait est sécrété par ces glandes mammaires et est déversé par des canaux séparés au niveau du mamelon.
L'essentiel du corps du sein est constitué de tissu adipeux. Les seins voient leur volume varier en fonction de différents paramètres tels que le cycle d'ovulation, la température ou l'excitation[réf. nécessaire] ainsi que durant la grossesse. La limite de l'aréole, sa pigmentation et son réseau glandulaire varient avec la grossesse et l'allaitement. Le mamelon est érectile.
Outre sa fonction biologique de lactation, le sein féminin est un caractère sexuel secondaire, comme le montrent les stades de Tanner. Les seins peuvent jouer, en fonction du contexte culturel, un rôle important dans la séduction, l'érotisme et la sexualité.

### Développement
Un réseau de canaux galactophores est présent à l'état rudimentaire chez les individus des deux sexes, de l'âge embryonnaire à l'âge adulte, mais seules les femmes, sous l'influence hormonale à partir de la puberté, le long des cycles et pendant la grossesse et l'allaitement, développent la partie glandulaire.

### Transidentité
Les femmes trans peuvent développer des seins après leur première puberté en effectuant une transition de genre hormonale. Les seins commencent à pousser entre trois et six mois après le début de la prise d'oestrogènes, et atteignent leur maximum environ deux à trois ans après. Leur taille dépend de la génétique de la personne.

### Anatomie

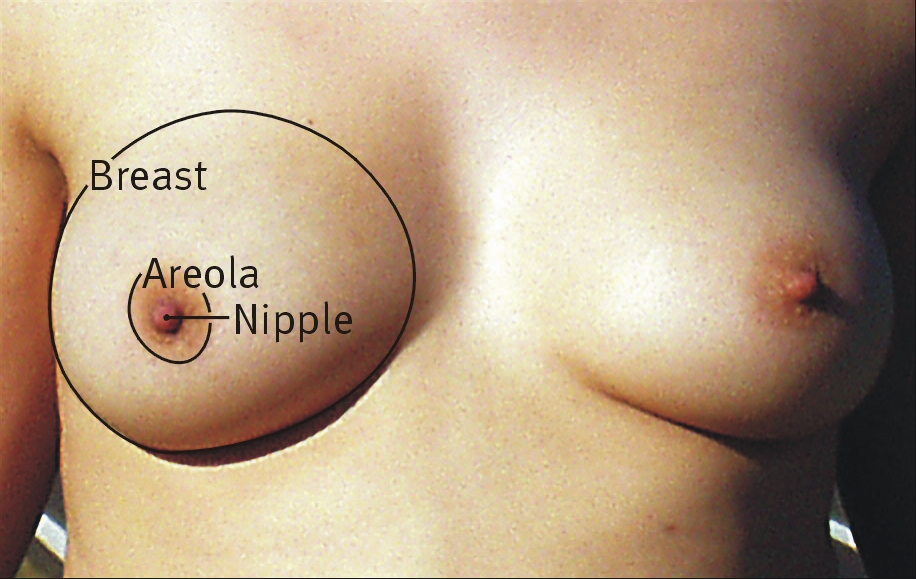
Morphologie des seins avec l'aréole et le mamelon

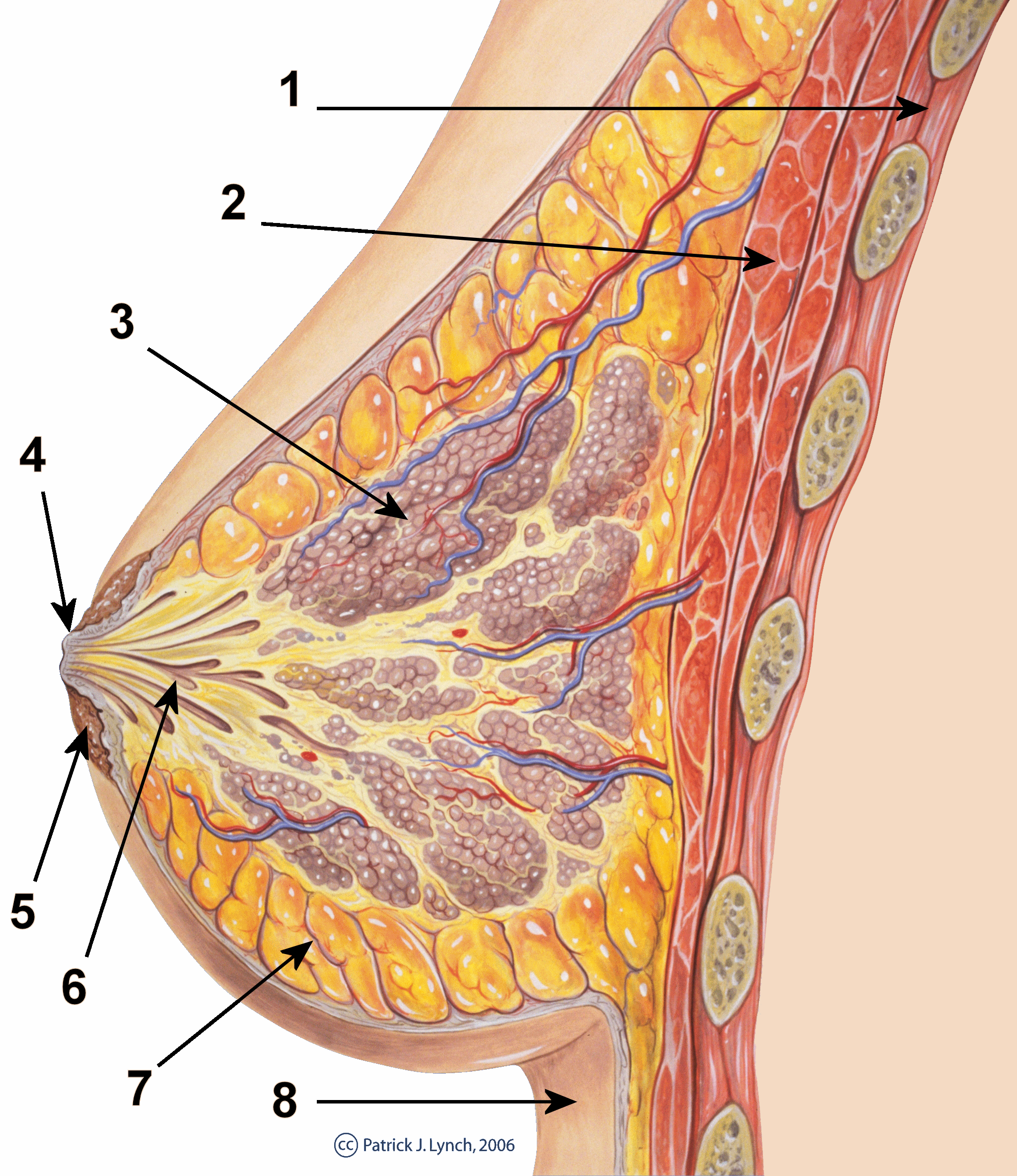
Schéma anatomique du sein :
1. Cage thoracique 2. 3. Lobules 4. Mamelon 5. Aréole 6. canaux galactophores 7. Tissu adipeux 8. Peau

Sur le plan superficiel, le sein est recouvert de peau (fascia superficialis) s’étendant sans limite nette jusqu’à la région mamelonnaire, constituée du mamelon lui-même, entouré d'une zone de peau pigmentée, l'aréole. L'extension du tissu du sein qui se prolonge dans la région axillaire est la queue de Spence.
La peau de l'aréole a un aspect grenu car elle est parsemée de glandes cutanées et sébacées (glande de Morgagni) qui s'hypertrophient à la grossesse et prennent alors le nom de tubercule de Montgomery.
L'aréole est pourvue de fibres musculaires lisses, muscles sphinctériens périalvéolaires, qui contrôlent la fonction excrétrice du sein au moment de la lactation.
Le muscle aréolaire est un muscle lisse permettant l’érection du mamelon.
Le mamelon est la partie centrale et surélevée de l'aréole. Les canaux galactophores qui assurent l'évacuation des sécrétions lactées y débouchent par des pores séparés.
Sur le plan interne, le sein est essentiellement constitué d’un tissu conjonctif adipeux (les graisses) et de ligaments de Cooper. Le tissu glandulaire responsable de la production exocrine de lait ne représente qu'une faible proportion du volume mammaire.
La glande mammaire est constituée de lobes, séparés par des cloisons conjonctives, qui sont des ensembles de bourgeons glandulaires (acini ou ductules), développés en période d’allaitement ; ils débouchent sur un canal terminal, drainé par un canal galactophore pourvu vers son extrémité d’un sinus galactophore ou sinus lactifère. Chaque canal galactophore débouche séparément au niveau du mamelon. L'ensemble canal terminal et lobule définit une unité terminale ductulo-lobulaire de Wellings.
Le sein est richement vascularisé.
Au niveau artériel on décrit notamment 3 origines à sa vascularisation :
- l'artère axillaire participe par ses branches thoracique latérale (éventuellement avec en plus une thoracique latérale accessoire) et thoraco-acromiale (qui donnera par la suite une branche thoracique médiale dédiée à la glande mammaire) ;
- l'artère thoracique interne (cheminant à la face postérieure des cartilages costaux jusqu'au sixième espace intercostal) via certaines de ses collatérales ;
- les artères intercostales (originaires de l'aorte thoracique), notamment de la sixième à la neuvième.

Au niveau du système lymphatique, le sein est divisé en 4 cadrans, 2 externes, 2 internes. Les cadrans externes sont drainés vers la veine thoracique latérale, le creux axillaire (ganglion de Sorgius) et le ganglion infra-claviculaire. Les cadrans internes sont drainés sous le sternum par le ganglion intra-thoracique puis le relais infra-claviculaire.
Sur le plan profond, on distingue trois muscles : le grand pectoral sur lequel glisse la glande mammaire, le petit pectoral et le subclavier.
Le sein est soutenu par la peau et un ligament suspenseur : la travée fibro-glandulaire. Au niveau inférieur, le sillon sous-mammaire est formé par un épaississement de ces travées qui tire la peau en profondeur.
La limite supérieure d’implantation du sein se situe à la 2 ou 3e côte, sa limite inférieure entre la 6e ou 7e côte.
La présence éventuelle de plus de deux seins s'appelle la polymastie.

#### Variations morphologiques
Les seins varient à la fois en taille et en forme. Leur soutien se fait anatomiquement parlant, sur l'ensemble de la cage thoracique.

##### Taille
Les seins varient en taille d'une femme à l'autre, mais aussi chez la même femme au cours du cycle menstruel d'abord, et tout au long de sa vie. La taille de bonnet la plus petite est AA, ce qui correspond à une taille inférieure à un pouce, soit 2,54 centimètres. À l'opposé, il arrive que les seins soient tellement développés qu'ils génèrent des troubles musculosquelettiques, parfois au point de devoir être réduits chirurgicalement.
La Russie et les pays nordiques possèdent les plus grandes poitrines avec des bonnets D ou supérieur et la majorité des pays africains et asiatiques ne possède qu’une moyenne de bonnets A. En Europe centrale (Suisse, Allemagne, République tchèque, Autriche, Hongrie, Croatie, Bosnie et Danemark) ce sont les bonnets D qui dominent.
Contrairement à une croyance répandue, la taille des seins n'a pas d'influence directe sur la capacité d'allaitement.

##### Forme et soutien

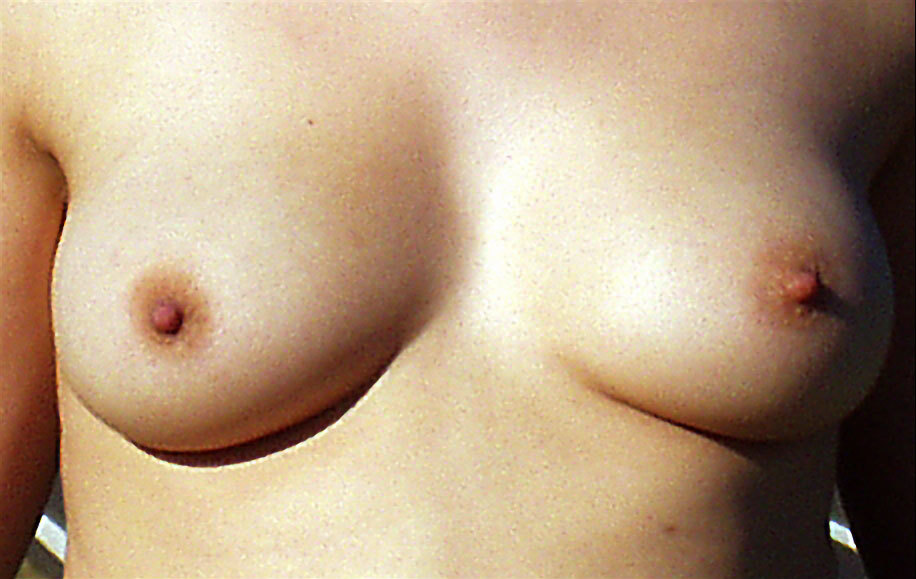
Une asymétrie des seins : le sein droit présentant une légère ptose.

La forme générale du sein féminin est variable, le plus souvent conique arrondi. Ils peuvent être pointus, en forme « de poires » ou arrondis comme des « oranges ». Pourtant, leur aspect extérieur ne prédit pas de leur anatomie interne ou de leur potentiel d'allaitement. La forme des seins d'une femme dépend en grande partie de leur soutien, qui provient principalement des ligaments de Cooper, et la poitrine sous-jacente sur lesquels ils reposent. Le sein est rattaché à la base de la paroi thoracique par une aponévrose épaisse sur les muscles pectoraux. Sur sa face supérieure, un peu de soutien lui est donné par la peau qui continue sur la partie supérieure du thorax. C'est cet appui qui détermine la forme des seins. Chez un petit nombre de femmes, les sinus frontaux lactifères (ou « ampoules ») dans les seins ne sont pas alignés avec le tissu mammaire environnant, ce qui provoque un gonflement visible à l'extérieur de la zone des sinus.
Les seins peuvent être arrondis et hauts, saillant presque horizontalement à partir de la paroi thoracique, et de façon systématique en début de développement pubertaire. Cette forme est ensuite fréquente chez les filles et les jeunes femmes. Les seins « portés hauts » ou proéminents sont ancrés sur la base de la poitrine, et leur poids est uniformément réparti sur la zone se trouvant à la base du dôme mammaire ou de la forme conique des seins. Les seins « portés bas » ont une partie de leur poids soutenue par le thorax contre laquelle la partie inférieure du sein repose sur sa surface, et par un profond ancrage de sa base. Le poids est donc distribué sur une plus grande surface, ce qui a pour effet de réduire la tension. Chez les hommes et les femmes, la cage thoracique descend en pente douce, progressivement vers l'extérieur de l'entrée du thorax (en haut du sternum), jusqu'aux plus basses côtes qui marquent sa limite inférieure, ce qui permet le soutien des seins.
La différence de volume entre les deux seins d'une femme, appelée asymétrie, est courante et ne présente pas de caractère d'inquiétude tant qu'elle n'est pas évolutive visuellement ou à la palpation.
Il peut même se produire que cette asymétrie s'observe chez la jeune fille dès la puberté au moment de la formation et du développement externe des seins.

### Physiologie

#### Allaitement
Après la naissance et avec les tétées du bébé, sous l'impulsion de l'hormone de la lactation, la prolactine, le débit sanguin est augmenté en priorité dans la zone du sein. L’augmentation de pression dans ces capillaires permet le passage, de la paroi des capillaires vers les cellules de l’acinus, de tous les éléments nécessaires à la fabrication du lait. Chaque cellule traite cette matière première. Une partie des composants du lait résulte directement de la filtration du sang, l’autre est synthétisée par les cellules de l’acinus. Le lait est ainsi sécrété goutte à goutte dans la lumière de l’acinus. Sous l’effet de la succion du sein par le bébé et sous l'effet de l'ocytocine les cellules myoépithéliales, qui sont des fibres musculaires microscopiques enveloppant l'acinus, sont mises en action et se contractent, pressant l’acinus pour le vider. Les gouttes de lait sécrétées sont maintenant expulsées vers le canal galactophore. L'ocytocine provoque la contraction des fibres musculaires tout au long des canaux galactophores qui pulsent le lait vers la sortie par un mouvement péristaltique. C'est le réflexe d'éjection.

#### Endocrinologie
Le sein est sensible à de nombreuses hormones : œstrogène, progestérone, androgène, prolactine, hormone de croissance, somatomammotrophine chorionique humaine, cortisol.
La prolactine, sécrétée par l'hypophyse est négativement régulée par la dopamine. La succion du sein par un bébé allaité envoie un message au cerveau qui cesse alors de sécréter cette dopamine, permettant la production de prolactine.

### Dans l'histoire des mammifères et de l'évolution
Les mammifères ont d'une paire (notamment chez les primates) à douze paires de mamelles (chez les mammifères insectivores comme le tenrec de Madagascar).
Lors de l’embryogenèse, il se forme plusieurs paires de bourgeons mammaires symétriques (cinq à sept paires chez les humains) répartis sur deux crêtes mammaires ventrales allant des creux axillaires aux régions inguinales. Au cours du développement chez les primates, les bourgeons mammaires thoraciques évoluent en glandes mammaires, les autres bourgeons involuent progressivement (exceptionnellement certaines ébauches extra-thoraciques peuvent persister comme structures vestigiales, formant un tissu mammaire surnuméraire). Chez tous les mammifères, les mamelles restent plates, vides et pendantes mais elles se dilatent chez les primates pendant la période de lactation et gardent leur volume augmenté chez la femme même hors période de l'allaitement, d'où leur dénomination spécifique de sein.
Plusieurs processus évolutifs sont donnés pour expliquer ce gonflement. Selon une logique darwiniste, les seins développés seraient une adaptation acquise au cours des âges glaciaires pour constituer des réserves de graisse et seraient un gage de fertilité (de petits seins signalant une fille non pubère et une ptôse mammaire évoquant une vieille femme infertile). Cependant, l'anthropologue Sarah Blaffer Hrdy objecte que le potentiel de lactation des seins n'a aucun rapport avec leur taille mais avec celle du tissu glandulaire sous-jacent, que le développement mammaire peut se faire avant la ménarche et que dans certaines tribus africaines les femmes se promènent torse nu et ont les seins tombants.
Au XXe siècle, le zoologue Desmond Morris expose une approche sociobiologique dans Le Singe nu. Il suggère, en effectuant notamment des comparaisons avec le cas des autres primates, que l'évolution a entraîné chez la femelle humaine une modification de la forme des seins pour leur faire évoquer les fesses. D’après cette hypothèse, la similitude entre la forme des seins et des fesses s’expliquerait par la nécessité, dans l’espèce humaine, en raison de la bipédie et du coït en face-à-face, de transposer un signal excitateur postérieur spécifique, les fesses, en un signal antérieur similaire, les seins. Les seins seraient ainsi des « fesses par-devant », un signal adaptatif excitateur spécifique à l’espèce humaine. Bien que cette théorie marginale, soit considérée comme discréditée depuis de longues années par les anthropologues, elle reste encore invoquée.
Elaine Morgan, autrice de The Descente of Woman (1972), propose que les femmes ont des seins qui leur permettaient, au stade aquatique, de garder le lait au chaud pour leurs bébés grâce au tissu adipeux entourant leurs glandes mammaires, et qu'ils leur servaient de dispositif de flottaison ; mais sa théorie du primate aquatique est très controversée.

### Pathologies

Sein opéré en raison d'un cancer.

L'étude du sein et de ses maladies est la sénologie et le praticien qui est expert en sénologie est un sénologue. Les douleurs du sein sont désignées par le terme mastodynie.
Comme tout organe, le sein peut être affecté de pathologies :
- Maladies fibrokystiques[22] ;
- Fibro-adénomes[22] ;
- Papillome intracanalaire : tumeur bénigne, se manifestant par des écoulements séreux ou sanguinolent[22] ;
- Mastites inflammatoires[23] ;
- Cancer du sein ;
- Les crevasses sont des fissures cutanées se développant fréquemment (pour une femme sur quatre) sur le mamelon ou l'aréole lors des allaitements[24].

Certains sports exposent à un risque de traumatisme du sein pouvant aller jusqu'au choc hémorragique. Pour les arts martiaux des coquilles de protection existent. Un risque connu est celui de lésion due à la ceinture de sécurité lors d'un accident de voiture,.
Les risques liés aux sports d'équipe étaient méconnus. En 2018, une étude a montré que près de la moitié de 194 athlètes universitaires interrogées (47,9 % exactement) ont dit avoir subi une lésion mammaire lors de leur pratique sportive. Moins de 10 % d'entre elles ont déclaré avoir subi une blessure au personnel de santé et 2,1 % seulement ont reçu un traitement. Ces blessures sportives au sein étaient par ordre d'importance dues au softball (59,5 %), basketball (48,8 %), football (46,7 %) et volleyball (34,6 %). Ce risque est donc sous-estimé car sous-déclaré : alors que 18,2 % de ces athlètes ont dit que ces blessures affectaient leur activité sportive, moins d'un dixième de ces traumatismes ont été signalés au personnel médical. On estime qu'en 2015–2016, aux États-Unis, le nombre d'étudiantes s'adonnant à des compétitions sportives était de 214 000.

### Malformations
Les malformations peuvent concerner le volume : 
- développement insuffisant de la poitrine : micromastie (en) ;
- hypertrophie de la poitrine : hypermastie, soit des seins trop volumineux, peut entraîner des pathologies squeletto-musculaires ;
- hypotrophie de la poitrine : aplasie (absence de glande mammaire) ou amastie (en) (absence totale de seins).

Elles peuvent aussi concerner la forme (seins tubéreux (en)) ou le nombre de seins (polymastie et polythélie).

### Techniques médicales
La palpation peut être faite par le médecin ou par la patiente elle-même. En position debout, la main à plat explore chaque quadrant à la recherche d'une masse ou d'une irrégularité. La palpation se termine par la recherche de ganglions dans le creux axillaire.
La mammographie est un examen radiologique à faire systématiquement à partir d'un certain âge afin de détecter les cancers du sein : le sein est compressé entre deux plaques pour pouvoir être soumis aux rayons X.
L'échographie est un examen indolore et sans danger utilisant une sonde émettrice et réceptrice d'ultrasons. Il permet de compléter utilement la mammographie.
La thermographie est un examen indolore et sans danger, mesurant les différences de température locale du sein par l'intermédiaire d'une image infrarouge. Cet examen n'est plus pratiqué, car ses résultats ne sont ni assez fiables, ni suffisamment précis.
La mastectomie est l'opération chirurgicale consistant à retirer un ou deux seins.

## Lingerie et maintien

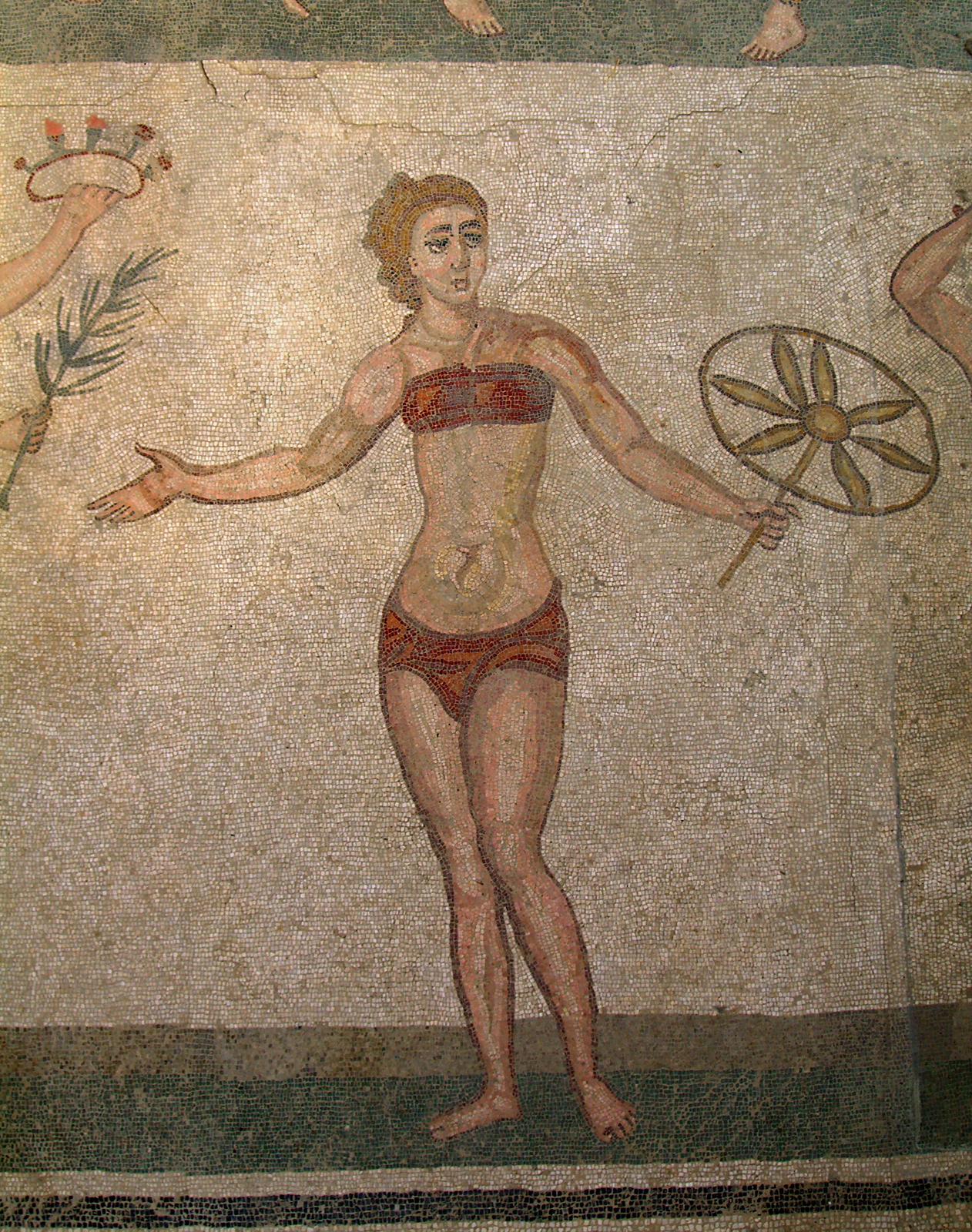
Femme portant un strophium.

Les seins ont tendance à s'affaisser avec l'âge ; on parle alors de ptose mammaire. Cette évolution est très courante dans le vieillissement du sein. Le soutien-gorge, pièce de lingerie féminine est un objet utilisé à la fois pour masquer, mettre en valeur les seins, et en théorie pour les soutenir, et éviter qu'ils ne s'affaissent. Ainsi, pour les partisans du soutien-gorge, il permettrait un maintien ferme de la poitrine tout au long de la vie, ce qui serait un synonyme de beauté et de moindre gêne dans les mouvements. Toutefois, pour Jean-Denis Rouillon, médecin du sport au CHU de Besançon qui a mené une étude sur plus de 300 sportives, le port du soutien-gorge au contraire conduit à fragiliser le tissu conjonctif naturel qui le soutient, par manque de sollicitations et sclérose du système vasculaire trop comprimé. Il aurait les effets inverses à celui recherché, avec au moins une femme sur trois présentant un début de ptose à 25 ans.
Cet objet commun dans les civilisations occidentales fait l'objet d'une industrie et d'un marketing pouvant faire appel à des compositions textiles raffinées. Les méthodes de fabrication (usine, atelier, retouches à la main) ainsi que les matières entrant dans sa composition (coton, dentelle, élasthanne, lycra, polyamide, polyester, etc.) sont multiples.
Ce type de vêtement existe depuis l'Antiquité et le Moyen Âge : les femmes utilisaient alors des dispositifs pour soutenir leur poitrine, mettre en valeur ou masquer leur poitrine : strophium, sangles, brassières, bandeaux, corsets et corselets.
Il est possible d'aplatir une poitrine à l'aide d'un binder, un sous-vêtement compressif notamment utilisé par les personnes transmasculines.

## Modifications

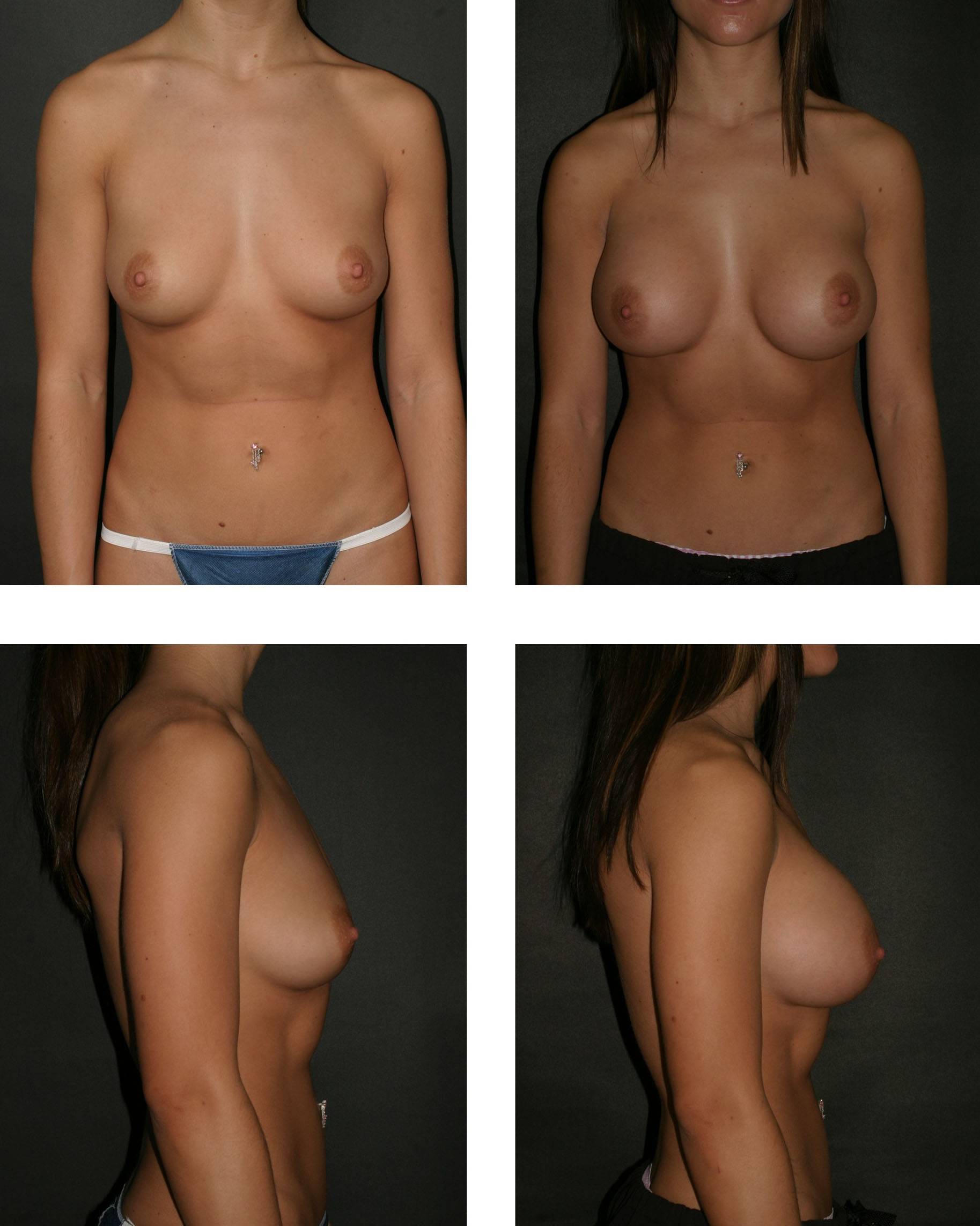
Augmentation de la taille des seins à la suite d'une mammoplastie.

Dans le domaine de la chirurgie plastique, le sein peut être l'objet de modifications voulues ou obligées, esthétiques ou médicales comme l'introduction d'un implant mammaire sous les muscles pectoraux, la correction de l'asymétrie des seins ou la réduction de leur taille. Certaines femmes transgenres ont recours à une mammoplastie.
Le sein peut être aussi l'objet de remplacement par un implant mammaire, à la suite d'une mastectomie (c'est-à-dire l'ablation complète ou partielle, chirurgicale, du sein), le plus souvent due à un cancer. La mastectomie est également pratiquée par les hommes transgenres, dans le but de rendre leur torse plat.
L'ornementation d'un piercing peut être pratiquée, notamment sur le mamelon. Un tatouage, temporaire ou définitif, peut également s'opérer sur cet organe.

## Chez l'homme
Chez l'homme, les glandes mammaires, susceptibles de produire quelques gouttes de lait dans les semaines après la naissance, sous l'influence de la prolactine transmise par leur mère, s'atrophient rapidement et ne se développent pas à la puberté, sauf problèmes hormonaux.

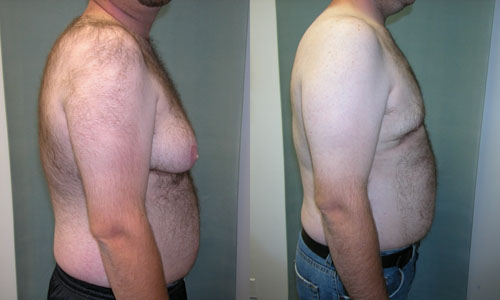
Cas de gynécomastie sévère chez l'homme, avant et après l'opération.

### Pathologies
La gynécomastie masculine est le pendant de l'hypermastie féminine. C'est un développement jugé excessif des glandes mammaires dont la cause peut être congénitale ou due à une maladie, à une tumeur ou à la prise de certains médicaments.
L'homme peut être affecté d'un cancer du sein, dans des proportions moindres que la femme (environ 1 % des cas). La maladie étant généralement décelée plus tard, le pronostic est en moyenne plus défavorable.

## Attrait érotique et sexualité

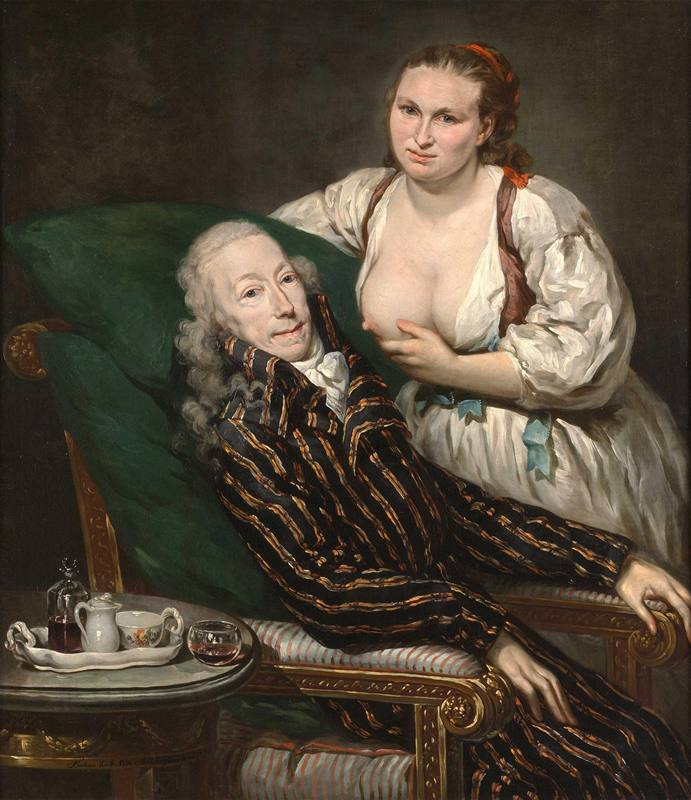
Barbara Krafft - Franz de Paula, comte Hartig, et son épouse Eleonora représentée en Charité romaine (1797).

Les études éthologiques prouvent que les hommes sont les seuls mâles du règne animal à s’intéresser sexuellement à la poitrine des femelles. Mais tous les hommes ne sont pas attirés par les seins. Dans certaines sociétés traditionnelles, à partir de l’observation que les seins des femmes sont l’équivalent des mamelles des animaux domestiques et servent à produire du lait ou à allaiter, et que les animaux n’ont pas d’activités sexuelles avec les mamelles, il était « évident » que les seins ne pouvaient être des zones « sexuelles ». Dans certaines tribus africaines les femmes se promènent torse nu sans susciter un intérêt particulier de la part des membres masculins du groupe. À Ulithi, en Micronésie, ni les seins ni la bouche ne sont considérés comme des zones érogènes et sexuelles. En Polynésie, à Mangaia, les Mangaians « sont complètement sidérés par l'intérêt que portent les Américains et les Européens aux seins des femmes. Les Polynésiens considèrent que cet organe ne peut intéresser qu'un bébé affamé ».
Pourtant, dans une majorité de pays, les seins jouent un rôle actif dans la sexualité. Selon une étude menée auprès d'une population de Britanniques et d'Africains subsahariens, les seins et les mamelons sont notés par les femmes comme une zone fortement érogène, après les organes génitaux, la bouche et la nuque . Plus de 80 % des 150 jeunes diplômées britanniques interrogées dans une autre étude déclarent que la stimulation érotique des seins est la cause de leur excitation sexuelle, ou augmente leur excitation sexuelle. Contrairement aux attentes, il n'a pas été trouvé de lien entre la stimulation érogène de ces zones érogènes et l'activation du cortex somatosensoriel primaire.
Une hypothèse relativement probable est que les femmes demandent à leur partenaire durant les activités sexuelles de leur caresser les seins, pour ressentir des sensations érotiques.
En Occident, l'attrait érotique des seins est à la base de la commercialisation de soutiens-gorge valorisants comme les redresse-seins (Wonderbra, Victoria's Secret, etc.), voire dans le marché du vêtement moulant.
Le potentiel d'attraction des seins, facteur de séduction, s'oppose aux tabous sociaux sur la nudité, et conduit chaque femme à respecter un ensemble de codes de bienséance en fonction de sa culture, de son âge, de sa situation familiale et de son milieu social[réf. nécessaire].
Les représentations des seins sont utilisées comme moyen d'appel dans d'innombrables publicités (mode, parfums, produits de beauté, diététique, etc.), spectacles ou concours tels que les concours de tee-shirts mouillés. Cette utilisation est, à des degrés divers, remise en cause par la plupart des mouvements féministes qui considèrent qu'elle infériorise et fait percevoir la femme principalement comme objet de convoitise ou cible marchande.
Dans certaines sociétés, dont les occidentales, les gros seins des femmes exercent un fort pouvoir d'attirance sur certains hommes hétérosexuels pour qui cela devient un fantasme sexuel, alors que dans d'autres civilisations, le sein est dénué d'attrait érotique.
La presse à sensation se fait régulièrement l'écho de cas de « seins les plus gros du monde ». Linsey Dawn McKenzie serait connue mondialement pour avoir été la femme aux seins naturels les plus gros du monde. Alors qu'elle était âgée de 12 ans, elle portait à l'époque un soutien-gorge d'une taille 34DD (selon les mesures britanniques) jusqu'à ses 15 ans, elle atteignit à l'âge de 17 ans une taille de 34GG. Sa taille finale fut 36HH mais est actuellement de 36DD après intervention chirurgicale, toujours en mesures britanniques. Le magazine The People du Royaume-Uni rapporte des surenchères pour savoir qui aurait les plus gros seins en Grande-Bretagne.
La sexualisation de la poitrine par le regard masculin peut entraîner des troubles chez les jeunes filles à la poitrine très développée, qui seraient plus convoitées que les autres, soit par une confusion entre le fait d'être désirée et celui d'être aimée, soit, au contraire, par mise en place de mécanismes de défense afin d'échapper aux regards de convoitise, qui les réduisent à de simples objets sexuels.

## Culture
Les différentes cultures humaines ont des attitudes et des représentations variées autour des seins. Les normes sociales, sexuelles, morales et religieuses influence la façon dont ils sont perçus.

### Histoire

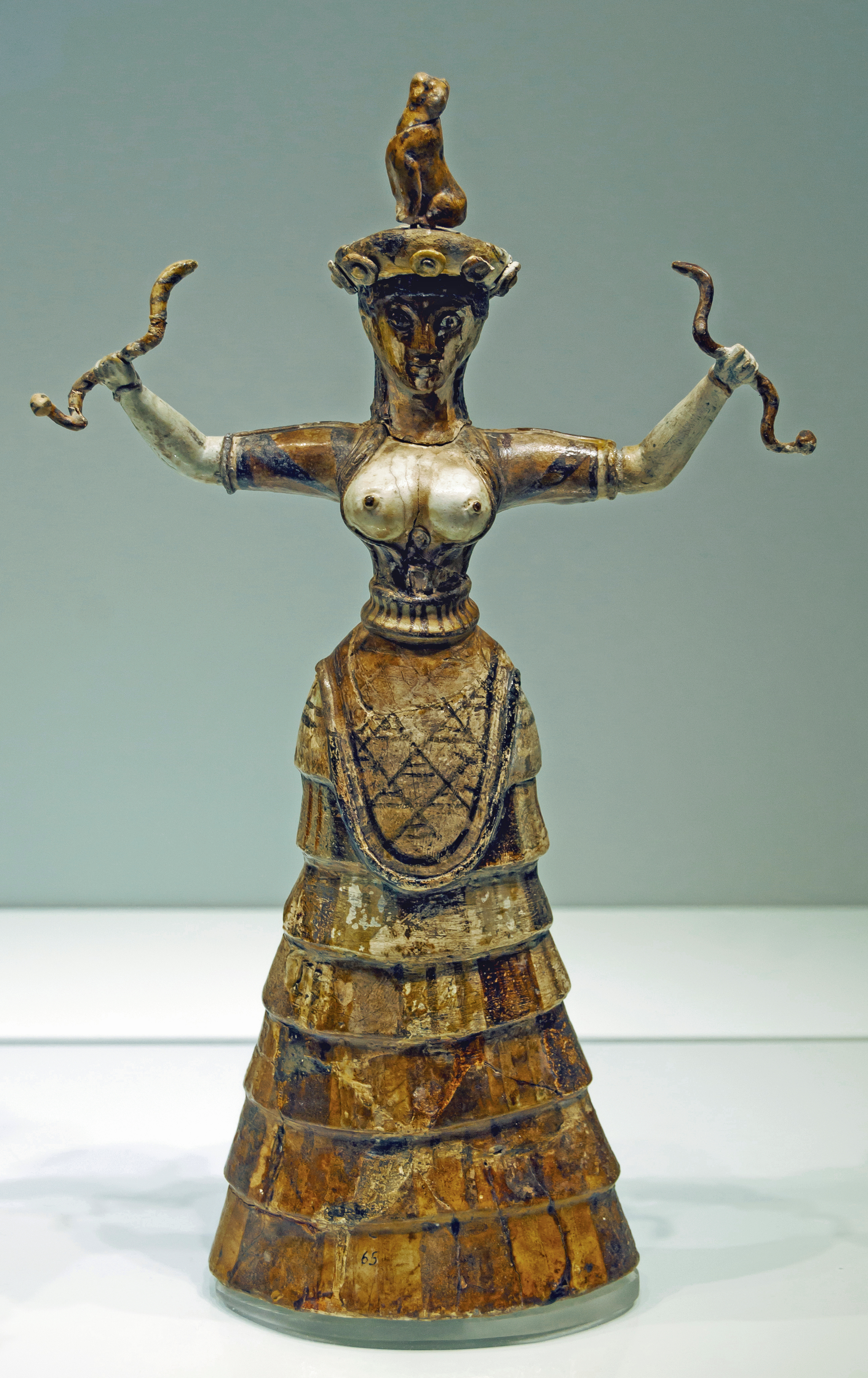
Déesse aux serpents

Les anthropologues considèrent que les seins hypertrophiés des Vénus paléolithiques étaient sculptés dans un rituel de fécondité ou dans une traduction d'érotisme.

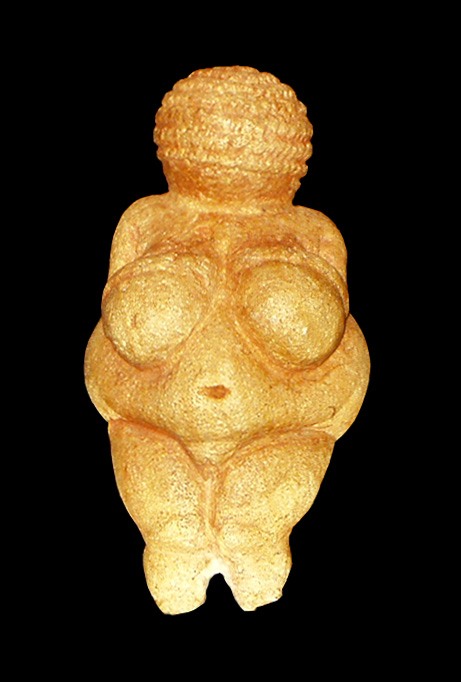
Vénus de Willendorf.

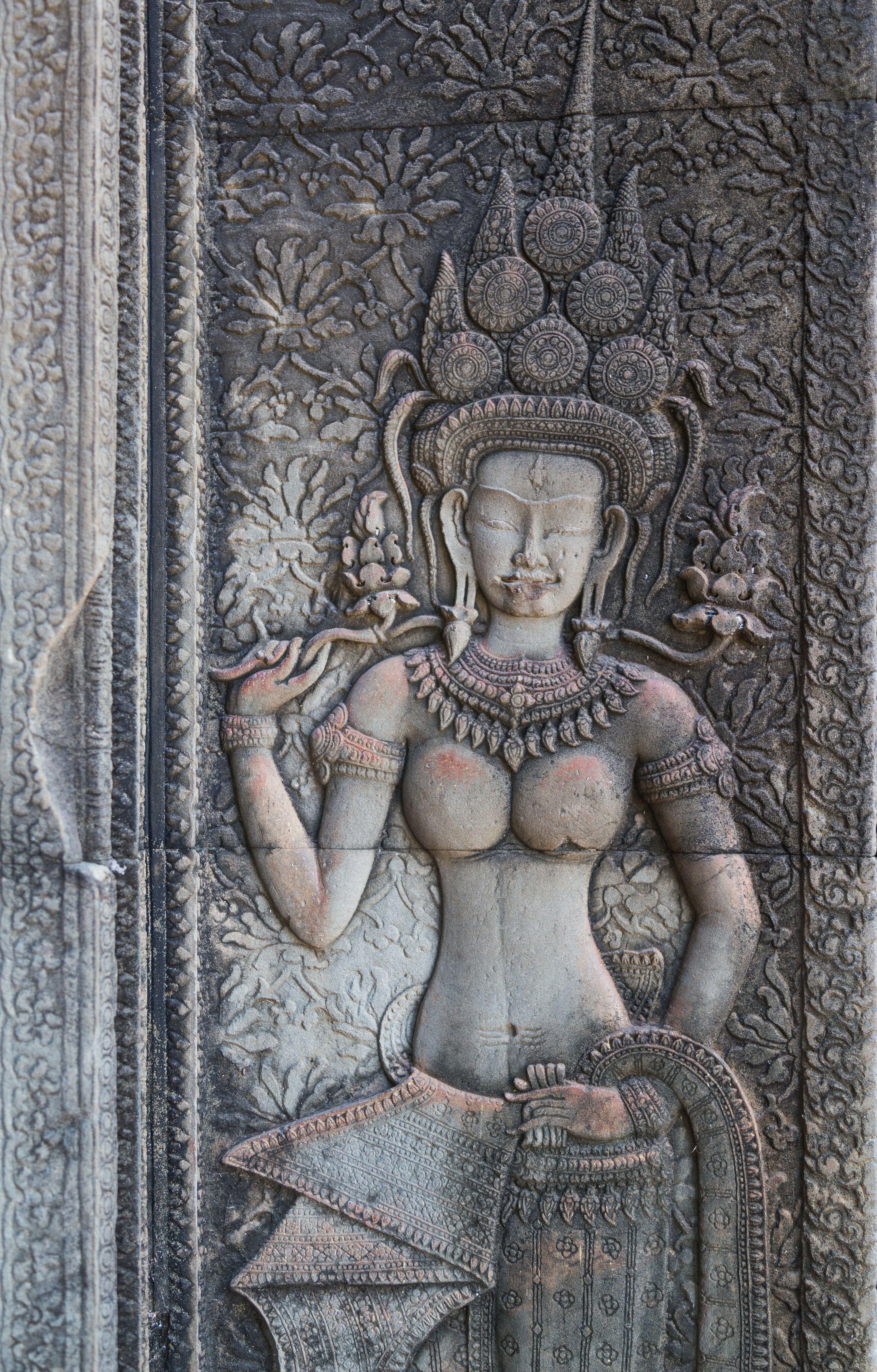
Bas-relief d'Angkor.

Le mythe des Amazones qui se coupaient leur sein droit ou le brûlaient pour pouvoir mieux tirer à l'arc apparaît dans la tradition littéraire grecque du Ve siècle av. J.-C. Il est le résultat d'une fausse étymologie (le mot « Amazone » provenant de a- (ἀ-) et mazos (μαζός), « sans sein ») mais s'explique aussi par la physiologie hippocratique, qui veut qu'une atrophie artificielle pratiquée localement avant la croissance d'un enfant peut provoquer, par dérivation de la nutrition, une hypertrophie des parties corporelles voisines.
Symboles de la féminité, les tortionnaires n'hésitent pas à les mutiler. Lors de la conquête romaine de la Bretagne, les Celtes vainqueurs d'un combat pendent nues des femmes romaines, après leur avoir coupé les seins et les avoir cousus sur la bouche. Dans l'iconographie chrétienne médiévale, certaines saintes comme Agathe de Catane portent leurs seins sur un plateau ou dans leurs mains. Leurs attributs sont le signe de leur martyre, les deux seins arrachés au moyen de tenailles, d'une sorte de griffe, ou brûlés au fer rouge.

À partir du XIIIe siècle en Occident, la séduction du corps féminin s'affirme, ce qui se traduit par une mode du décolleté qui dévoile la poitrine mais suscite la colère des prédicateurs et la verve des satiriques[réf. nécessaire], ce que traduit en 1669 le Tartuffe de Molière apostrophant ainsi Dorine : 

« Ah ! mon Dieu ! je vous prie, Avant que de parler, prenez-moi ce mouchoir [...] Couvrez ce sein que je ne saurais voir. Par de pareils objets les âmes sont blessées. »

Leurs reproches n'empêchent pas le sein de continuer de se découvrir. Deux siècles plus tard, Agnès Sorel, la maîtresse du roi de France Charles VII, aurait lancé à la cour, dit-on, la mode des seins galbés et du décolleté dissymétrique, montrant un sein dedans, un sein dehors. C'est à cette époque que le décolleté devient parfois plongeant jusqu'au nombril ou laisse la poitrine nue. Les « seins s'arrondissent et gagnent en volume, témoins d'une évolution des canons de la beauté féminine ». Depuis Agnès Sorel, le sein tient une grande place dans l'érotisme moderne.
Sous la république de Venise au XVIe siècle, la prostitution florissante est contrôlée et même encouragée par le clergé qui y voit un moyen de limiter les pratiques sodomites. Ainsi au ponte delle Tette (littéralement le « pont des tétons »), les courtisanes aux fenêtres des immeubles donnant sur le canal exhibent les seins à l'air pour attirer les clients, n'hésitant pas à maquiller leur téton de rouge vermillon pour accentuer le désir.
La Vénus Victrix, sculpture d'Antonio Canova réalisée en 1808 et représentant Pauline Bonaparte Borghèse, fait scandale non pour les seins dévoilés (allégorie classique de la Vénus) mais parce qu'une princesse, sœur de Napoléon, a posé nue à demi couchée sur un lit de repos à l'antique. Eugène Delacroix, avec La Liberté guidant le peuple réalisée en 1830, représente une Marianne aux seins nus qui ne symbolise pas la liberté sexuelle, encore impensable à l'époque, mais la liberté politique. Pendant les Trois Glorieuses en 1830, les seins dénudés de Marianne sont affichés comme un symbole d'émancipation inspiré de l'Antiquité gréco-romaine.
C'est à partir de l'époque victorienne, qui débute vers 1832 au Royaume-Uni, que les mentalités ont changé en faveur de la dissimulation de la poitrine féminine. En France, l'article 330 du Code pénal de 1810 introduit le délit d'outrage public à la pudeur, mais sans référence à des zones précises du corps.

### Seins nus
La révolution sexuelle intervenue en Occident à la fin des années 1960 voit émerger la pratique des seins nus à la plage (apparition du monokini la première fois en France à Saint-Tropez en 1964) puis sur les panneaux publicitaires urbains dans les années 1980.
Cependant, de nombreuses sociétés imposent encore de nos jours la dissimulation des seins. Lors du vol qui transportait le tableau d'Eugène Delacroix en 1999 au Japon à bord d'un Airbus Béluga dont la carlingue fut décorée pour l'occasion avec une reproduction de l'œuvre constituée de panneaux adhésifs, les seins de La Liberté guidant le peuple durent être couverts pendant les escales à Bahreïn et Calcutta pour ne pas heurter les populations.
Du rôle érotique et nourricier, les seins nus prennent un sens politique. La journée des seins nus (en), inaugurée en 2007, milite pour la libération des seins et le droit des femmes à apparaître en public torse nu, comme les hommes. Le groupe féministe Femen, fondé en 2008, réalise des actions seins nus, s'inspirant du tableau de Delacroix mais aussi des productions emblématiques de la période soviétique, telle L'Ouvrier et la Kolkhozienne de Vera Moukhina.

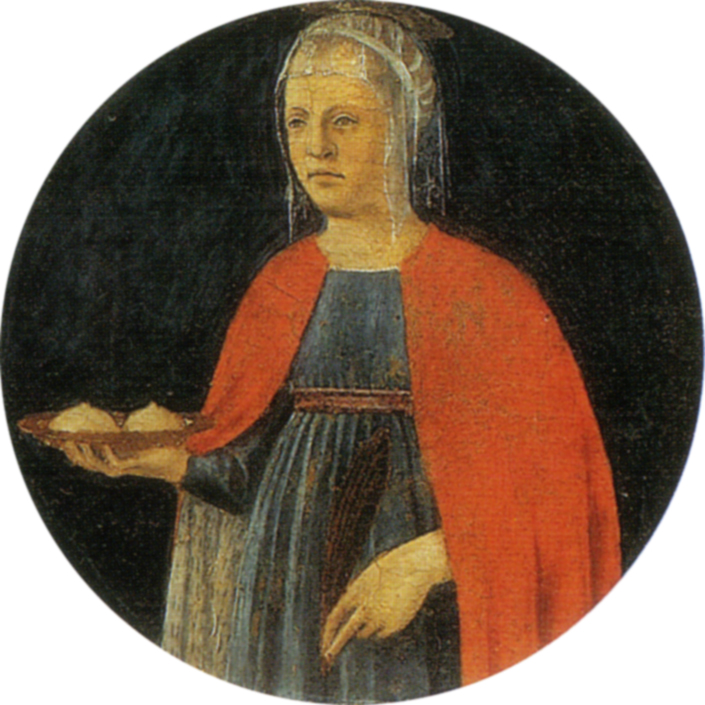
Sainte Agathe portant ses seins.
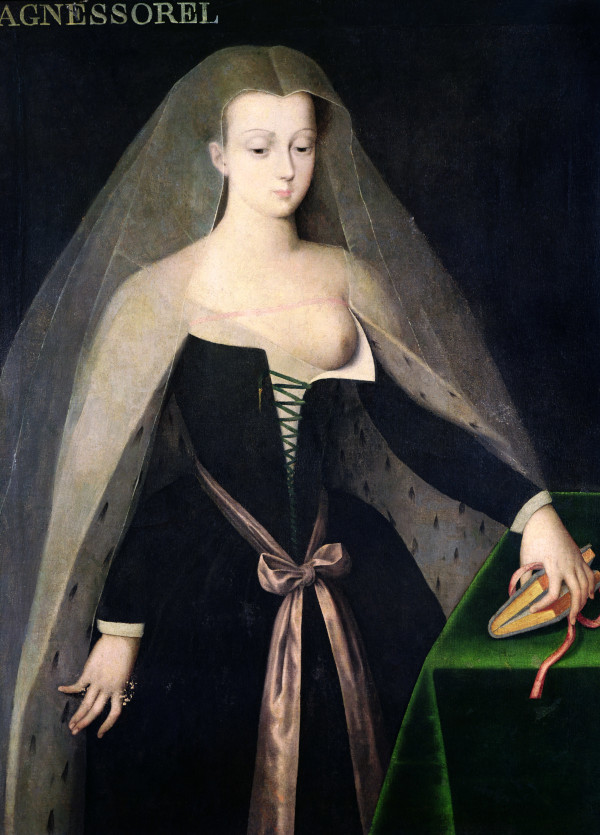
Portrait d'Agnès Sorel d'après Jean Fouquet.
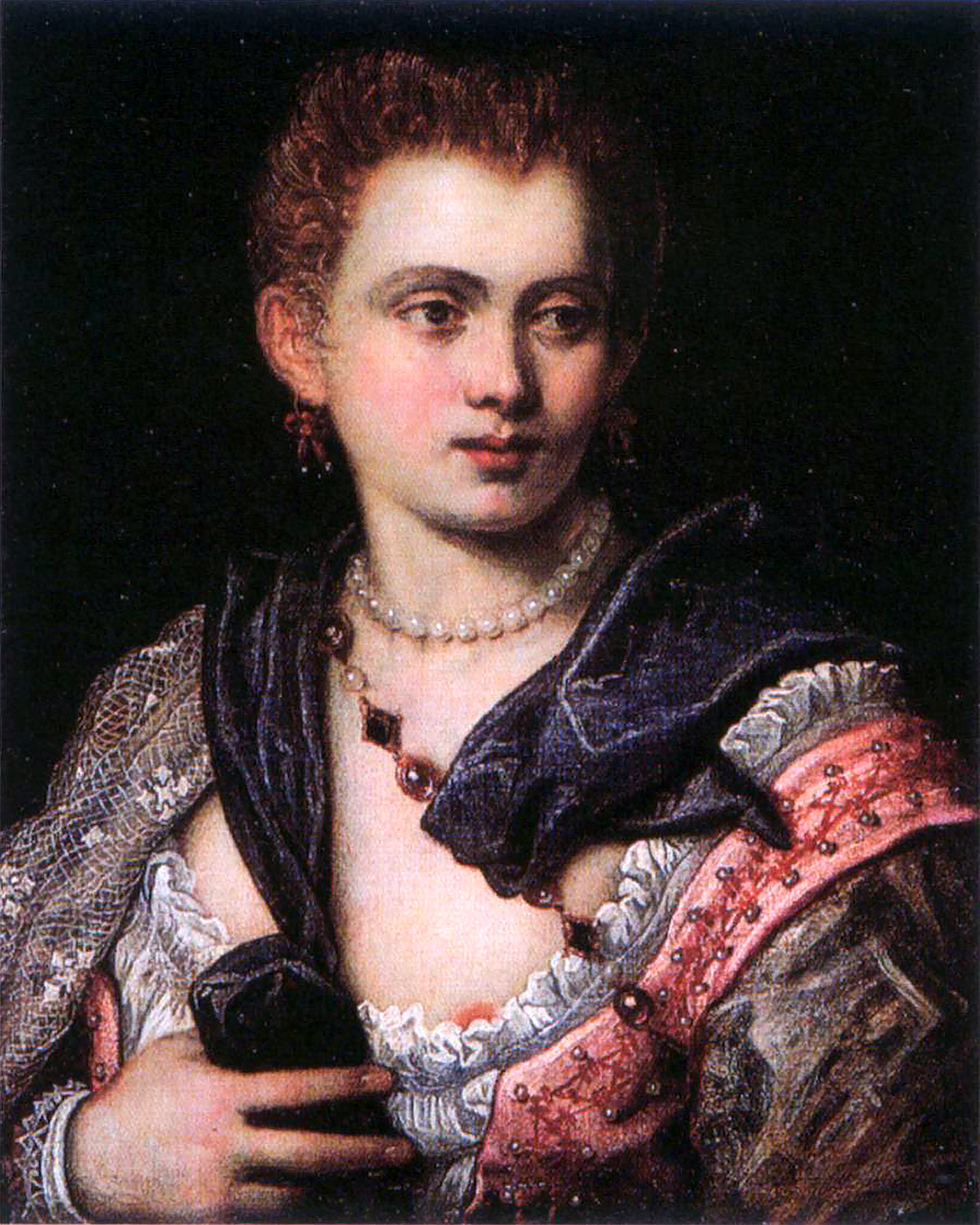
La courtisane Veronica Franco avec le téton maquillé.
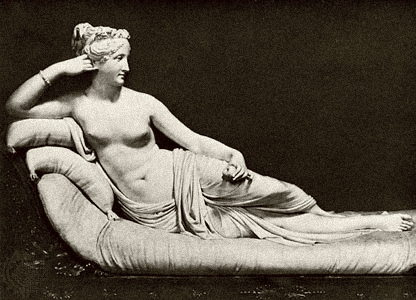
Vénus Victrix.

### Représentation artistique
Les seins sont, dans certaines cultures (mais pas dans toutes, certaines l'ignorant totalement comme objet d'attraction), un objet de fascination et de représentation de la femme dans l'art antique et contemporain.

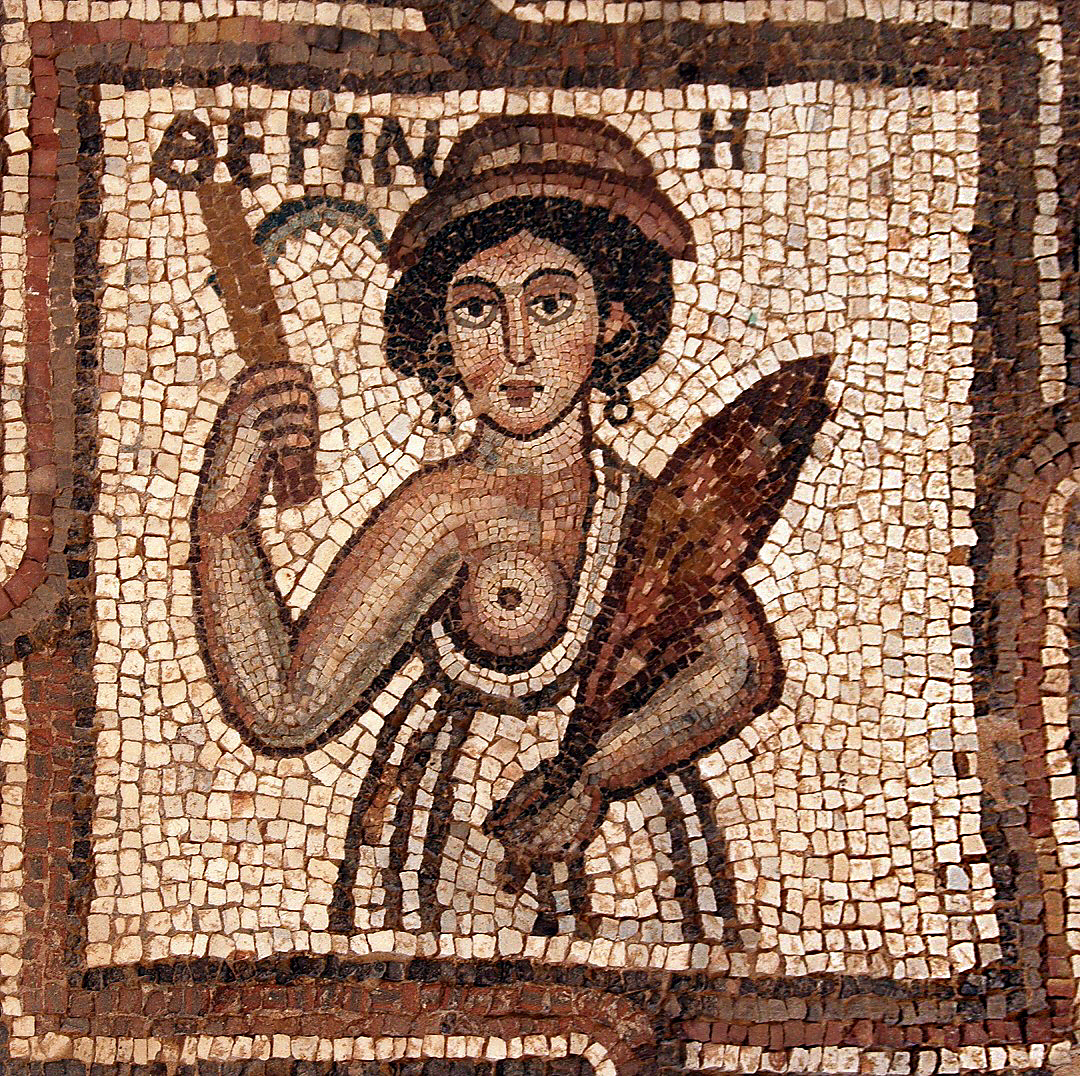
Mosaïque de l'ancienne église byzantine de Pétra, Jordanie.
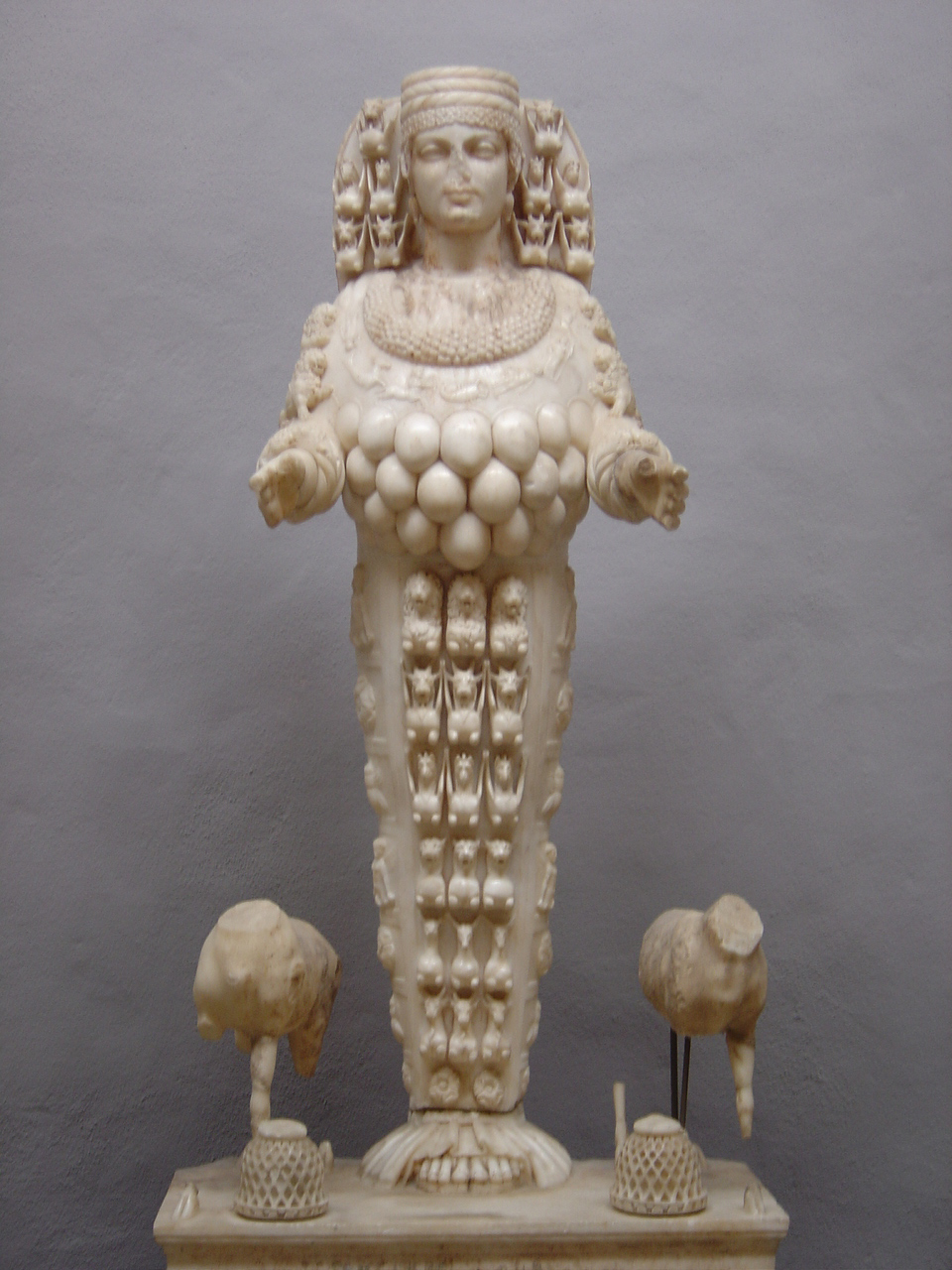
Artémis, statue aux multiples seins.
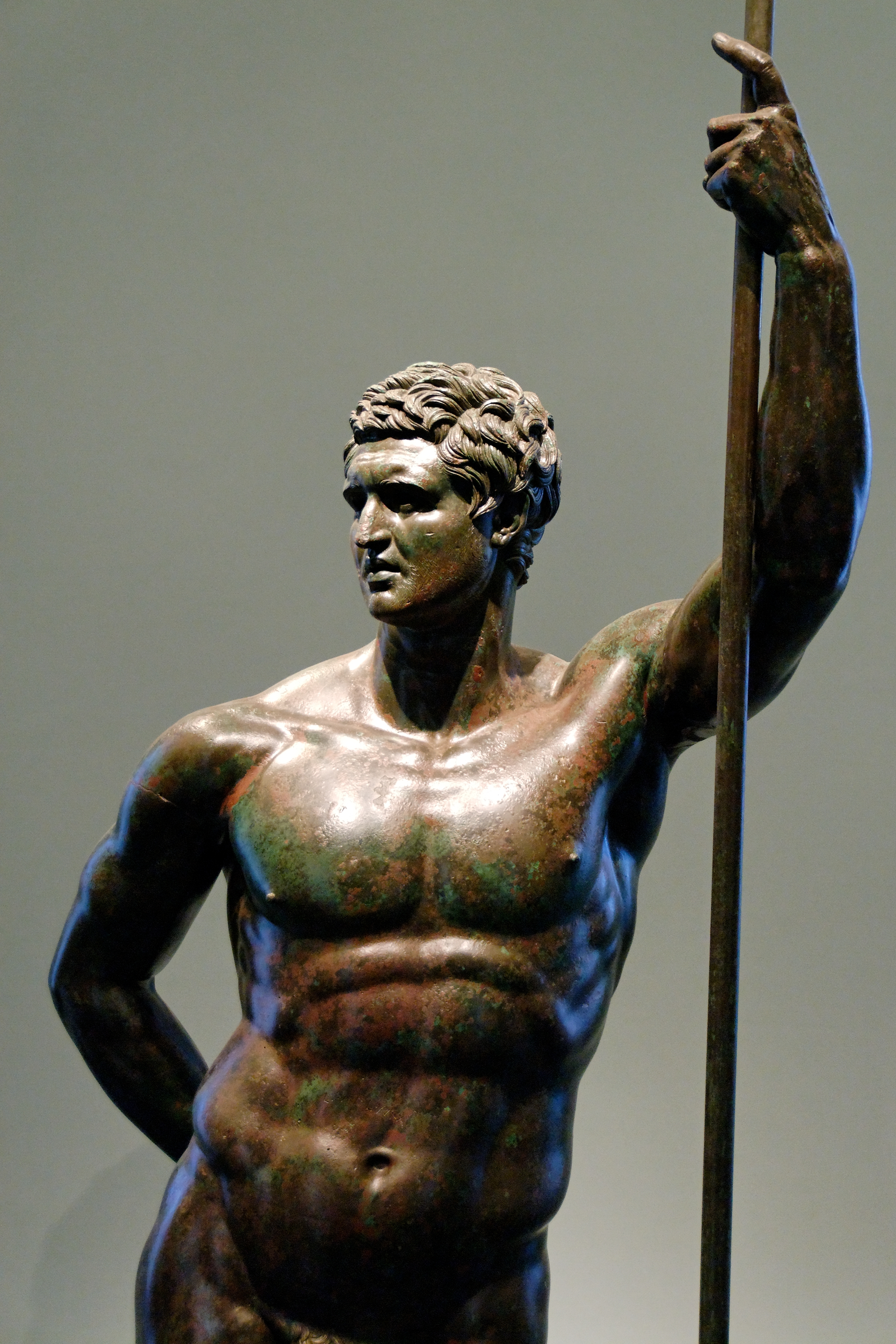
Prince Séleucide, statue de bronze grecque de l'époque hellénistique, IIIe – IIe siècles av. J.-C.
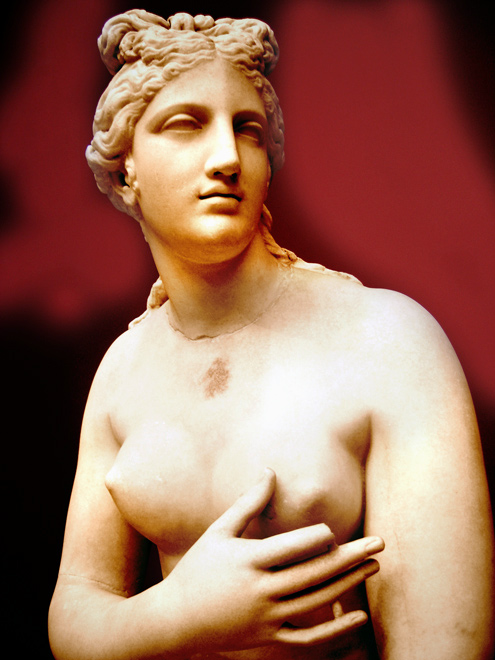
Aphrodite, statue de marbre aux seins nus (Musée archéologique d'Athènes).
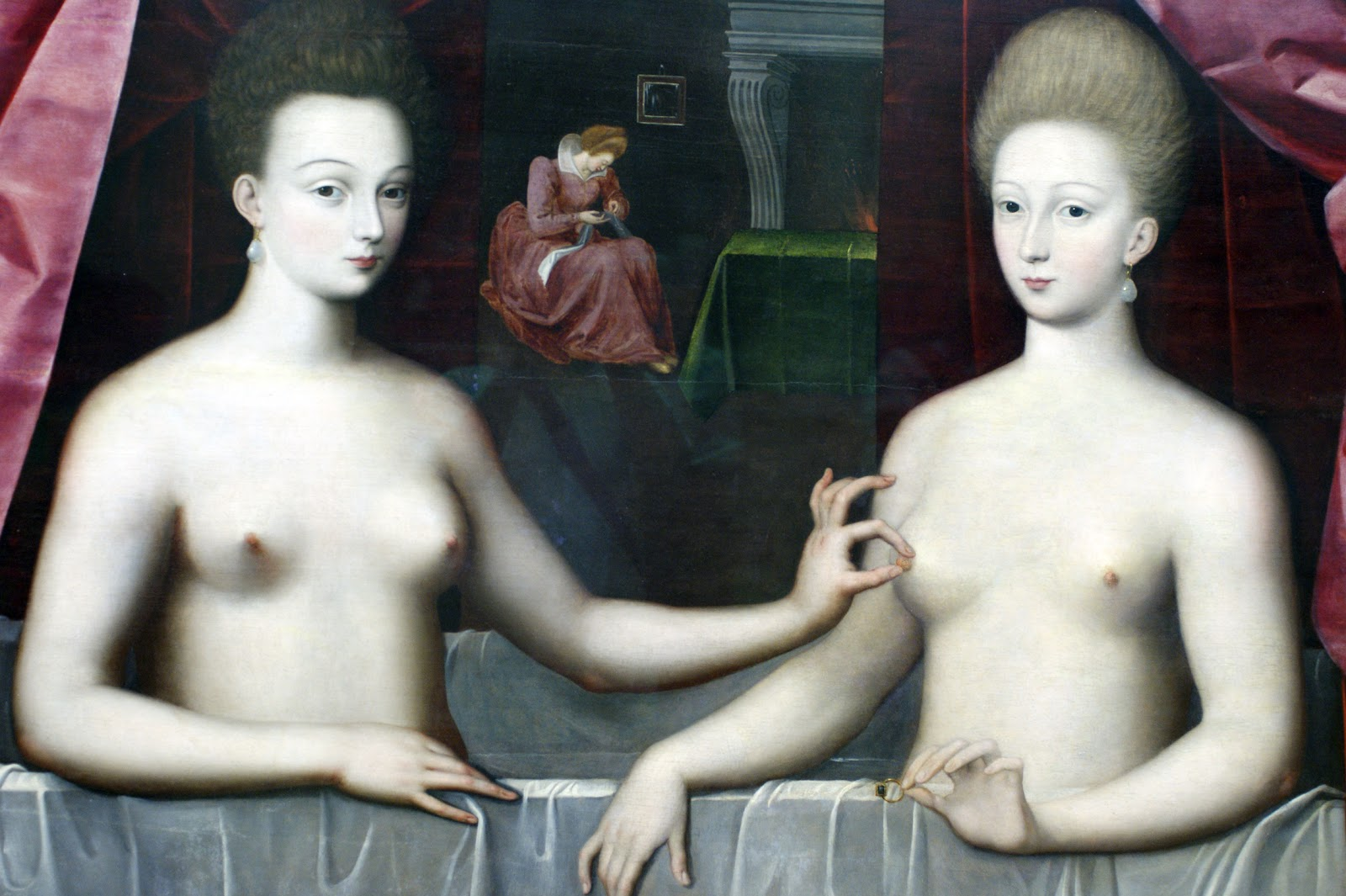
Gabrielle d'Estrées et une de ses sœurs, peinture anonyme (Musée du Louvre, Paris).
La Liberté guidant le peuple, peinture d'Eugène Delacroix (1830) (Musée du Louvre, Paris).
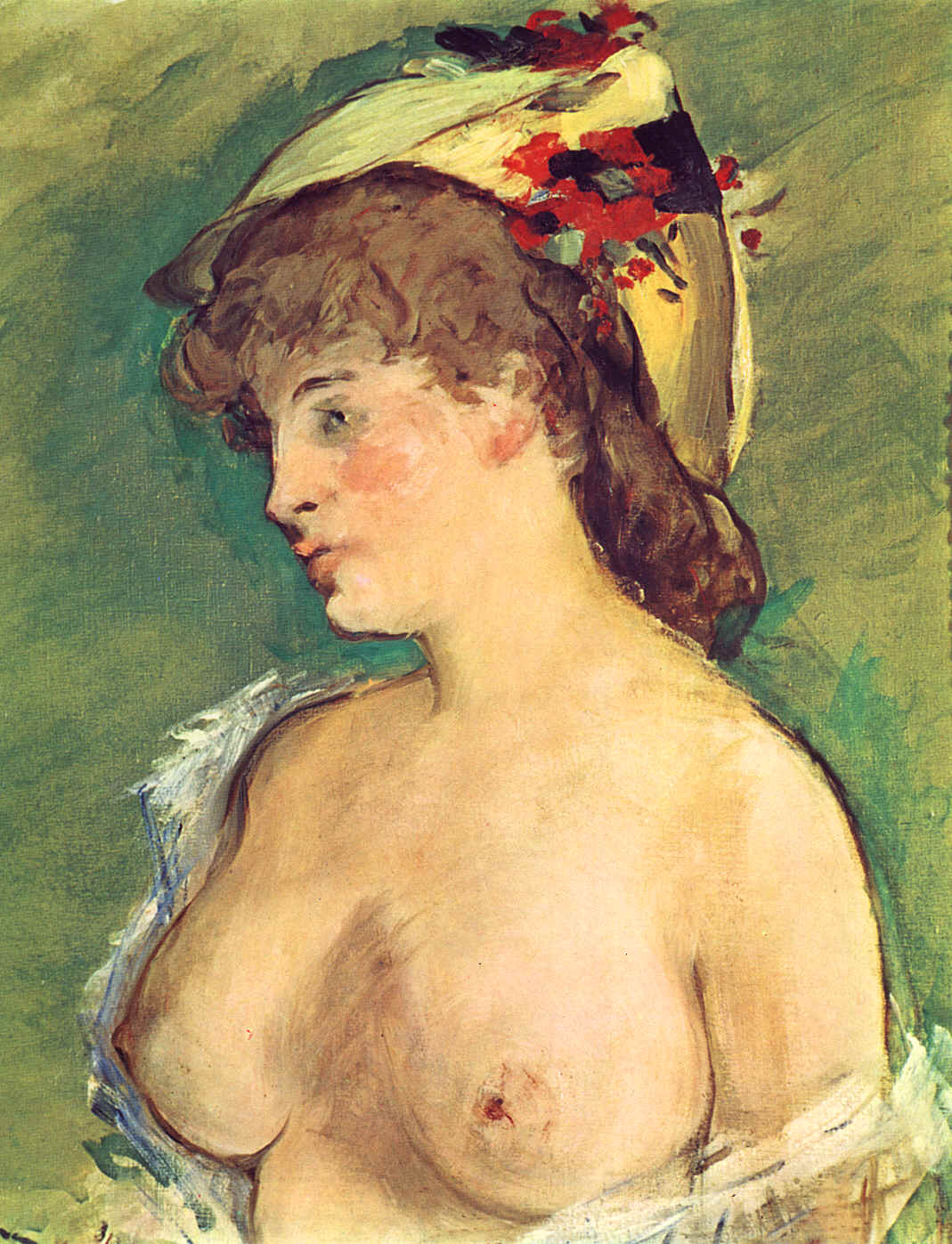
La Blonde aux seins nus, peinture d'Édouard Manet (1878).
Fleurs des champs, peinture de Jules Lefebvre.
Judith II, peinture de Gustav Klimt (1909).
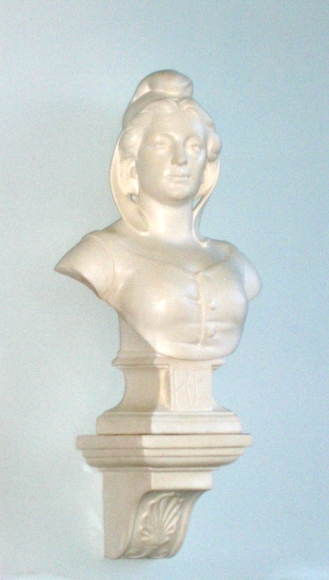
Marianne, buste dans une école française.

### Littérature
L'Espagnol Ramón Gómez de la Serna a consacré aux seins un ouvrage : Senos, 1917.

#### Anatomie
- Mamelon
- Aréole
- Muscle aréolaire
- Sillon intermammaire
- Queue de Spence
- Ligaments de Cooper

#### Physiologie
- Allaitement
- Lait maternel humain : nature et fonction des composants, variations dans le temps de la composition du lait maternel humain

#### Société
- Soutien-gorge
- Seins nus

#### Santé
- Cancer du sein
- Repassage des seins
- Galactocèle
- Galactographie
- Vieillissement du sein
- Mastose ou mastopathie kystique diffuse
- Mammoplastie
- Produit d'augmentation mammaire
- Thélalgie
- Thélarche